# Oxygonum sinuatum
Oxygonum sinuatum är en slideväxtart som först beskrevs av Hochst. & Steud. och Meissn., och fick sitt nu gällande namn av Damm.. Oxygonum sinuatum ingår i släktet Oxygonum och familjen slideväxter. Inga underarter finns listade i Catalogue of Life.